# Irina Simagina
Irina Aleksandrovna Meleshina-Simagina (ryska: Ирина Александровна Мелешина), född den 25 maj 1982, är en rysk friidrottare som tävlar i längdhopp. 
Meleshina-Simagina började sin karriär med att 1999 i polska Bydgoszcz bli femma i längdhopp vid ungdoms-VM med ett hopp på 5,99. Året efter deltog hon i VM för juniorer och slutade sexa. Samma år hoppade hon för första gången över 6 meter. Vid Universiaden 2003 vann hon guld i längdhopp och samma år förbättrade hon sitt personliga rekord till 6,83. 
Inför Olympiska sommarspelen 2004 hoppade hon 7,27 vid en tävling i Tula och var en av favoriterna att vinna guldet men väl i OS slutade hon tvåa slagen av landsmannen Tatjana Lebedeva. Meleshina-Simagina hoppade 7,05 i finalen två centimeter kortare än Lebedeva men lika långt som trean Tatjana Kotova som emellertid hade ett kortare tredje hopp.
2005 gjorde Meleshina-Simagina ett uppehåll för barnafödande men var tillbaka vid inomhus VM 2008 där hon slutade trea.